# Rebigue
Rebigue – miejscowość i gmina we Francji, w regionie Oksytania, w departamencie Górna Garonna.
Według danych na rok 1990 gminę zamieszkiwało 355 osób, a gęstość zaludnienia wynosiła 69 osób/km² (wśród 3020 gmin regionu Midi-Pyrénées Rebigue plasuje się na 716. miejscu pod względem liczby ludności, natomiast pod względem powierzchni na miejscu 1477.).